# F1 (film)
F1 (uváděný pod názvem F1 the Movie) je americký sportovní dramatický film z roku 2025, který režíroval Joseph Kosinski podle scénáře Ehren Krugera. V hlavní roli se představil Brad Pitt. V dalších rolích se objevují Damson Idris, Kerry Condon, Tobias Menzies a Javier Bardem.

## Synopse
V hlavních rolích se představil Brad Pitt jako závodník Formule 1 Sonny Hayes, který se po 30 letech vrací, aby zachránil tým APXGP svého bývalého týmového kolegy před zánikem. 

## Vývoj
Vývoj filmu začal v prosinci 2021, kdy se k projektu připojili Pitt, Kosinski, Kruger a producent Jerry Bruckheimer. Poslední tři jmenovaní již dříve spolupracovali na filmu Top Gun: Maverick (2022). Vedlejší role byly oznámeny na začátku roku 2023, před zahájením hlavních natáčení v Silverstone v červenci téhož roku.
Natáčení probíhalo také během víkendů Grand Prix mistrovství světa v letech 2023 a 2024, ve spolupráci s FIA, řídícím orgánem F1. Závodní sekvence byly přizpůsobeny skutečným závodům, v nichž se objevily týmy a jezdci F1, včetně Lewise Hamiltona, který byl také producentem. Hudbu k filmu složil Hans Zimmer, na soundtracku se podílelo mnoho umělců.

## Vydání a ohlasy
Film F1 měl premiéru 16. června 2025 v Radio City Music Hall v New Yorku a 27. června byl uveden do amerických kin společností Warner Bros. Pictures.
Film získal obecně pozitivní recenze od kritiků a celosvětově vydělal více než 582 milionů dolarů při rozpočtu 200–300 milionů dolarů, čímž se stal osmým nejvýdělečnějším filmem roku 2025 a nejvýdělečnějším filmem v Pittově kariéře.